# Anemia pumilio
Anemia pumilio är en ormbunkeart som beskrevs av John T. Mickel. Anemia pumilio ingår i släktet Anemia och familjen Anemiaceae. Inga underarter finns listade.